# Championnat de république démocratique du Congo de football de deuxième division 2015
Navigation
Tournoi de la montée 2014 Tournoi de la montée 2016
Le Tournoi de la montée 2015 est la quatrième édition de la compétition jouant office de la seconde division en RDC, réunissant tous les champions provinciaux afin que certains soient promu en Linafoot, elle est organisée par la FECOFA. Cette compétition est jouée sous forme de trois mini-coupe en fonction des zones footballistique en RDC. La zone Est (Nord-Kivu, Sud-Kivu, Maniema, Province Orientale), la zone centre-sud (Katanga, Kasaï-Occidental, Kasaï-Oriental) et la zone ouest (Kinshasa, Bandundu, Équateur, Bas-Congo).

## Participants

### Zone est
- US Socozaki, Nord-Kivu
- OC Bukavu Dawa, Sud-Kivu
- Nkoy Bilombe, Maniema
- CS El Dorado, Province Orientale

### Zone centre-sud
- AS Kilimandjaro, Katanga
- AS New Soger, Katanga
- FC Océan Pacifique, Kasaï-Oriental
- FC Kamayi, Kasaï-Occidental

### Zone ouest
- FC Nord Sport, Bas-Congo
- AS Vutuka, Bandundu
- AS Dragons Bilima, Kinshasa
- AS Babeti ya Sika, Équateur

## Phase finale
Pour la phase finale les 12 autres équipes s'affrontent en 3 groupes de 4 équipes.

### Zone ouest

#### Groupe A
À Matadi au Stade Damar
Tour 1 [23 Août] 
AS Dragons Bilima 2-0 AS Babeti ya Sika
FC Nord Sport 1-0 AS Vutuka
Tour 2 [25 Août] 
AS Vutuka 0-1 AS Dragons Bilima
AS Babeti ya Sika 0-1 FC Nord Sport
Tour 3 [27 Août] 
AS Vutuka 0-0 AS Babeti ya Sika
FC Nord Sport 0-0 AS Dragons Bilima

#### Classement final
| Rang | Équipe                       | Pts | J | G | N | P | Bp | Bc | Diff |
| ---- | ---------------------------- | --- | - | - | - | - | -- | -- | ---- |
| 1    | AS Dragons Bilima (Kinshasa) | 7   | 3 | 2 | 1 | 0 | 3  | 0  | +3   |
| 2    | FC Nord Sport (Matadi)       | 7   | 3 | 2 | 1 | 0 | 2  | 0  | +2   |
| 3    | AS Vutuka (Kikwit)           | 1   | 3 | 0 | 1 | 2 | 0  | 2  | -2   |
| 4    | AS Babeti ya Sika (Mbandaka) | 1   | 3 | 0 | 1 | 2 | 0  | 3  | -3   |

- Promotion en Linafoot 2015-2016

### Zone est

#### Groupe B
À Kisangani au Stade Lumumba
Tour 1 [25 Août] 
US Socozaki 1-0 OC Bukavu Dawa
CS Eldorado 2-1 Nkoy Bilombe
Tour 2 [27 Août] 
US Socozaki 2-1 CS Eldorado
OC Bukavu Dawa 1-2 Nkoy Bilombe
Tour 3 [30 Août] 
US Socozaki 1-1 Nkoy Bilombe
OC Bukavu Dawa 1-0 CS Eldorado

#### Classement final
| Rang | Équipe                  | Pts | J | G | N | P | Bp | Bc | Diff |
| ---- | ----------------------- | --- | - | - | - | - | -- | -- | ---- |
| 1    | US Socozaki (Butembo)   | 7   | 3 | 2 | 1 | 0 | 4  | 2  | +2   |
| 2    | Nkoy Bilombe (Kindu)    | 4   | 3 | 1 | 1 | 1 | 4  | 4  | 0    |
| 3    | CS Eldorado (Bunia)     | 3   | 3 | 1 | 0 | 2 | 3  | 4  | -1   |
| 4    | OC Bukavu Dawa (Bukavu) | 3   | 3 | 1 | 0 | 2 | 2  | 3  | -1   |

- Promotion en Linafoot 2015-2016

### Zone centre-sud

#### Groupe C
À Kananga au Stade des Jeunes
Tour 1 [26 Août] 
AS New Soger 0-0 AS Kilimandjaro
FC Kamayi 0-2 FC Océan Pacifique
Tour 2 [28 Août] 
AS New Soger 1-0 FC Océan Pacifique
AS Kilimandjaro 0-3 FC Kamayi
Tour 3 [30 Août] 
FC Océan Pacifique 2-1 AS Kilimandjaro
FC Kamayi 0-2 AS New Soger

#### Classement final
| Rang | Équipe                          | Pts | J | G | N | P | Bp | Bc | Diff |
| ---- | ------------------------------- | --- | - | - | - | - | -- | -- | ---- |
| 1    | AS New Soger (Lubumbashi)       | 7   | 3 | 2 | 1 | 0 | 3  | 0  | +3   |
| 2    | FC Océan Pacifique (Mbuji-Mayi) | 6   | 3 | 2 | 0 | 1 | 4  | 2  | +2   |
| 3    | FC Kamayi (Kananga)             | 3   | 3 | 1 | 0 | 2 | 3  | 4  | -1   |
| 4    | AS Kilimandjaro (Likasi)        | 1   | 3 | 0 | 1 | 2 | 1  | 5  | -4   |

- Promotion en Linafoot 2015-2016

## Bilan de la saison
| Championnat de république démocratique du Congo de football de deuxième division 2014-2015   |                                                                                      |
| Champion                                                                                     | AS Dragons Bilima (Zone ouest) US Socozaki (Zone est) AS New Soger (Zone centre-sud) |
| Promotions et relégations                                                                    |                                                                                      |
| Promus en Vodacom Ligue 1\|Vodacom Super Ligue                                               | AS Dragons Bilima                                                                    |
| Promus en Vodacom Ligue 1\|Vodacom Super Ligue                                               | FC Nord Sport                                                                        |
| Promus en Vodacom Ligue 1\|Vodacom Super Ligue                                               | US Socozaki                                                                          |
| Promus en Vodacom Ligue 1\|Vodacom Super Ligue                                               | AS Vutuka                                                                            |
| Promus en Vodacom Ligue 1\|Vodacom Super Ligue                                               | FC Océan Pacifique                                                                   |
| Promus en Vodacom Ligue 1\|Vodacom Super Ligue                                               | Nkoy Bilombe                                                                         |
| Promus en Vodacom Ligue 1\|Vodacom Super Ligue                                               | AS New Soger                                                                         |
| Promus en Vodacom Ligue 1\|Vodacom Super Ligue                                               | CS Eldorado                                                                          |
| Relégués en Championnat de république démocratique du Congo de football de deuxième division | Aucun                                                                                |